# Margrethe Hedevig Juel
Margrethe Hedevig Juel, gift (von) Haxthausen (født 24. februar 1702 i Governolo i Italien, død 19. februar 1752 på Christiansborg Slot) var en dansk hofdame.
Hun blev født i Italien, hvor hendes fader, senere generalløjtnant Gregers Juel til Eriksholm, da opholdt sig ved hjælpetropperne. Hun blev 1745 hofmesterinde for kronprinsens børn og dekoreret med l'union parfaite. 29. august 1721 havde hun ægtet Christian Frederik Haxthausen.